# Беггс (Оклахома)
Беггс (англ. Beggs) — місто (англ. city) в США, в окрузі Окмалгі штату Оклахома. Населення — 1179 осіб (2020).

## Географія
Беггс розташований за координатами 35°46′50″ пн. ш. 96°1′24″ зх. д. / 35.78056° пн. ш. 96.02333° зх. д. (35.780534, -96.023449).  За даними Бюро перепису населення США в 2010 році місто мало площу 11,36 км², з яких 11,35 км² — суходіл та 0,01 км² — водойми.

## Демографія
Згідно з переписом 2010 року, у місті мешкала 1321 особа в 499 домогосподарствах у складі 339 родин. Густота населення становила 116 осіб/км².  Було 603 помешкання (53/км²).
Расовий склад населення:
| - 56,2 % — білих - 18,2 % — чорних або афроамериканців - 12,5 % — корінних американців - 1,1 % — осіб інших рас |

До двох чи більше рас належало 12,0 %. Частка іспаномовних становила 4,1 % від усіх жителів.
За віковим діапазоном населення розподілялося таким чином: 29,0 % — особи молодші 18 років, 56,5 % — особи у віці 18—64 років, 14,5 % — особи у віці 65 років та старші. Медіана віку мешканця становила 34,4 року. На 100 осіб жіночої статі у місті припадало 91,4 чоловіків;  на 100 жінок у віці від 18 років та старших — 86,9 чоловіків також старших 18 років.
Середній дохід на одне домашнє господарство  становив 39 605 доларів США (медіана — 31 063), а середній дохід на одну сім'ю — 44 263 долари (медіана — 32 500). Медіана доходів становила 34 167 доларів для чоловіків та 31 083 долари для жінок. За межею бідності перебувало 25,5 % осіб, у тому числі 35,9 % дітей у віці до 18 років та 32,7 % осіб у віці 65 років та старших.
Цивільне працевлаштоване населення становило 445 осіб. Основні галузі зайнятості: освіта, охорона здоров'я та соціальна допомога — 33,7 %, виробництво — 12,1 %, роздрібна торгівля — 9,9 %, будівництво — 8,1 %.